# Leichtathletik-Weltmeisterschaften 2005/Teilnehmer (Nauru)
| Gelbes Symbol für Goldmedaillen mit stilisierten Olympischen Ringen | Graues Symbol für Silbermedaillen mit stilisierten Olympischen Ringen | Braundes Symbol für Bronzemedaillen mit stilisierten Olympischen Ringen |
| ------------------------------------------------------------------- | --------------------------------------------------------------------- | ----------------------------------------------------------------------- |
| —                                                                   | —                                                                     | —                                                                       |

Zu den zehnten Leichtathletik-Weltmeisterschaften 2005 im finnischen Helsinki entsandte die Republik Nauru zwei Athleten.

## Ergebnisse
Deamo Baguga belegte am 6. August 2005 im fünften Vorlauf über 100 Meter der Männer in einer Zeit von 11,64 Sekunden den sechsten Platz vor dem Laoten Phomma Kheuabmavong. Neben Kheuabmavong waren mit Harmon Harmon (Cookinseln), Mariuti Uan (Kiribati) und Daraphirit Sam (Kambodscha) insgesamt vier der 58 Teilnehmer der Vorläufe langsamer als der Nauruer. Rosa Mystique Jones belegte am 7. August 2005 im achten Vorlauf über 100 Meter der Frauen in einer Zeit von 13,16 Sekunden den siebten und letzten Platz. Insgesamt acht der 54 Teilnehmerinnen der Vorläufe waren langsamer als die Nauruerin.
| Athlet              | Disziplin      | Vorlauf | Vorlauf | Viertelfinale | Viertelfinale | Halbfinale    | Halbfinale    | Finale        | Finale        |
| Athlet              | Disziplin      | Zeit    | Platz   | Zeit          | Platz         | Zeit          | Platz         | Zeit          | Platz         |
| ------------------- | -------------- | ------- | ------- | ------------- | ------------- | ------------- | ------------- | ------------- | ------------- |
| Deamo Baguga        | 100 m (Männer) | 11,64 s | 54.     | ausgeschieden | ausgeschieden | ausgeschieden | ausgeschieden | ausgeschieden | ausgeschieden |
| Rosa Mystique Jones | 100 m (Frauen) | 13,16 s | 46.     | ausgeschieden | ausgeschieden | ausgeschieden | ausgeschieden | ausgeschieden | ausgeschieden |